# Port de Gaza
El Port de Gaza és un petit port a prop del districte de Rimal de la ciutat de Gaza, a la Franja de Gaza. És el port base dels vaixells de pesca palestins i la base de la Policia Naval Palestina, una branca de les Forces de Seguretat Nacional Palestines . Segons l'Acord d'Oslo II, les activitats de la Policia Naval Palestina estan restringides a 6 milles nàutiques de la costa. Des del 2007, el Port de Gaza ha estat sota un bloqueig naval imposat per Israel com a part d'un bloqueig a la Franja de Gaza, i les activitats al port s'han restringit a la pesca a petita escala.

## Història

### Franja de Gaza
La Franja de Gaza ha estat sotmesa a un estricte bloqueig, per terra, aire i mar. Amb una superfície total de 362 quilòmetres quadrats, el sistema de transport de la franja està en mal estat, amb només 76 quilometres (47 mi) de carreteres principals, 122 quilometres (76 mi) de carreteres regionals i 99 quilometres (62 mi) de carreteres locals. Anteriorment, la franja de Gaza tenia un petit aeroport situat a Rafah, però l'aeroport va ser destruït el 2001 per Israel. El port va ser construït per l'Autoritat Nacional Palestina (ANP).

### Antecedents
Antigament, el port de Maiuma, o el Mineh (en àrab "el port"), es trobava a la zona.  A finals de l'època otomana, Pierre Jacotin va anomenar el lloc Majumas al seu mapa de 1799.
El 1883, l'<i id="mwWg">estudi de la Palestina Occidental</i> (SWP) de la PEF va assenyalar que el Mineh era probablement l'antic Maiuma.
El 2011, vuit columnes romanes que es creu que són les restes d'una església van ser arrossegades a la costa durant una tempesta. El 2013, la Policia Naval Palestina va trobar artefactes antics que incloïen pals i argila cuita.

### Des de 1994
El 2002, les forces israelianes van atacar les instal·lacions de la Policia Naval Palestina al port, després que els comandants de la Policia Naval fossin implicats en l' afer Karine A, un intent d'introduir secretament 50 tones d'armes per vaixell a Gaza.
El 2007, després de la presa de Gaza per part de Hamàs, Israel va imposar un bloqueig a la Franja de Gaza, inclòs un bloqueig naval. S'han fet diversos intents per trencar el bloqueig israelià. Israel impedia que la majoria dels vaixells atraquin al port de Gaza, però va permetre que dos vaixells, que transportaven activistes i alguns subministraments, arribessin al port el 2008. El 2010, el port estava restringit a petits vaixells de pesca palestins.
El 2010, Hamàs va preparar el port per a l'arribada d'una flotilla de vaixells internacionals més grans que trencaria el bloqueig.

### Guerra de Gaza
El port i més del 90% dels vaixells atracats van ser destruïts per Israel durant la guerra de Gaza; els danys van incloure atacs aeris dirigits a vaixells pesquers i impactes d'artilleria marítima.

## Plans del port marítim de Gaza

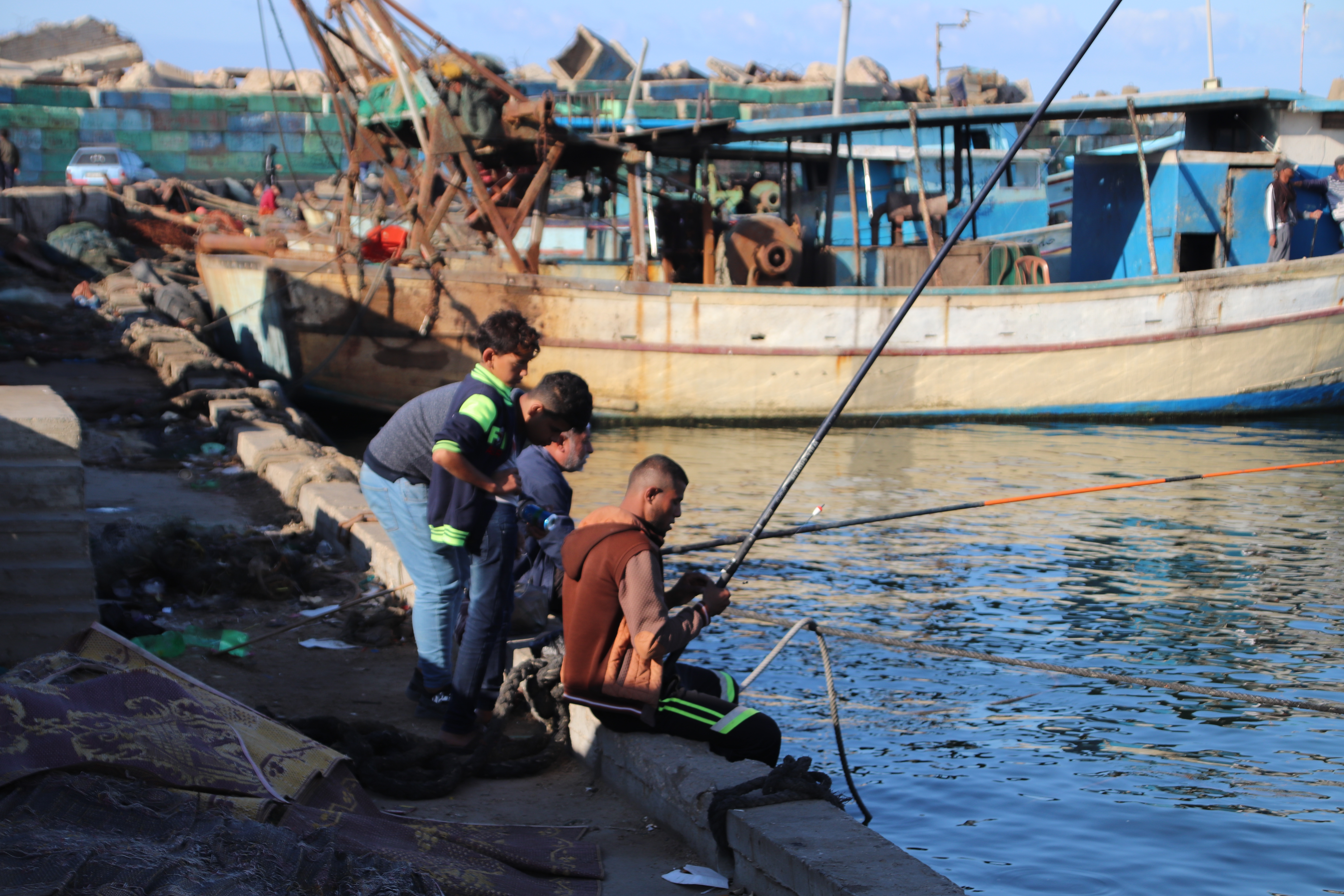
Pescadors al port el 2019

Des de l' Acord d'Oslo I de 1993, hi ha hagut plans per construir un port marítim molt més gran a Gaza. A causa del conflicte israelià-palestí, aquests plans es van començar a materialitzar el 2024, però de seguida es van abandonar.
El 2005, Israel va aprovar els plans palestins per reconstruir i completar la construcció d'un port a pocs quilòmetres al sud de la ciutat de Gaza, que havia començat abans de l'esclat de la Segona Intifada el setembre del 2000. L'edifici va ser destruït per les forces israelianes juntament amb l'aeroport existent de Gaza a prop de Rafah després de l'esclat de la Segona Intifada.

## Moll flotant instal·lat pels EUA
El 2024, l'exèrcit i l'armada dels Estats Units van començar a construir un moll flotant al port de Gaza per portar aliments a la població de la Franja de Gaza. El moll es va construir a Israel, i es va traslladar a Gaza. Els Estats Units i altres països també van construir una plataforma marina a un quilòmetre d'aquest moll. L'ajuda es va traslladar de la plataforma a aquest moll. El 20 de maig, el moll va patir danys a causa de les pluges i el vent. El juliol de 2024, el moll va ser desmantellat permanentment.